# Pierre Laroche
Pierre Laroche (ur. 2 sierpnia 1931 w Etterbeek, zm. 3 marca 2014) – belgijski aktor filmowy i telewizyjny.

## Filmografia
seriale
- 1974: Brygady Tygrysa jako Inspektor Bogaert
- 1991: Maigret jako Sędzia Folletier
- 1997: Joséphine, ange gardien jako André
- 1998: Louis la brocante jako Fernand
- 2006: Sprawa Marie Besnard jako Przewodniczący Boissier

film
- 1976: Le Choix jako Jean Varly
- 1990: Un Été aprés I'autre jako Doktor Van Damme
- 1991: Noc i dzień jako Ojciec Jacka
- 1992: Sur la terre comme au ciel jako Ginekolog
- 1995: Un orage immobile jako M. de Berval
- 1996: C'est pour la bonne cause! jako Bertrand
- 1998: Tous les papas ne font pas pipi debout jako Tata
- 1998: Szkoła wdzięku jako Robert
- 2002: Ho! Camarades
- 2003: Koszty życia jako Straganiarz
- 2003: Mariées mais pas trop jako Pan Suchard
- 2004: Le Choix de Macha jako Le Doyen
- 2007: L'Affaire Sacha Guitry jako Carcopino
- 2007: L'Āge de l'amour jako Claude
- 2008: Niewypowiedziane jako Pan Deom
- 2008: Une Ombre derriére la porte jako Jacques Lernere
- 2010: Les Mensonges jako Pan Roesticher